# مسجد خيركي
مسجد خيركي يقع بالقرب من قرية خيركي إلى الجنوب من دلهي عاصمة الهند , وعلى مقربة من ساتبولا أو جسر المقنطرات السبع على حافة الجدار الجنوبي لجاهاباي اه (المدينة الرابعة من عصور وسطى للعاصمة دلهي) , وقد بني المسجد خان أي جهان شاه جونان رئيس مالية فيروز شاه (1351 - 1388) أحد سلاطين سلالة توغلوغ, وكلمة Khirki هي كلمة أوردية تعني نافذة وعلى ذلك سمي المسجد مسجد خيركي أي مسجد النافذة، المسجد ذو شكل رباعي الزوايا، بني كحصن وفق فن العمارة الإسلامية والهندوسية التقليدية، يقال أنه المسجد الوحيد في شمال الهند والذي غطى تماما كامل فترة السلطنة.

## التاريخ
كان خان أي جهان شاه جونان رئيس مالية فيروز شاه قد بدأ وبشكل مكثف بناء الصروح المعمارية للمسجد، بالإضافة أنه خطط وبنى عدة مقابر ومساجد، وكان له الفضل في بناء سبع مساجد ذات تصاميم فريدة من نوعها، وقد كان سبب اندفاعه واهتمامه ببناء المساجد من حقيقة أنه كان معتنقا للديانة الهندوسية وأراد أن يثبت نفسه وفيا لدينه الإسلامي، وكان المسجد الملكي قد بناه وأسماه مسجد خيركي، شيد المسجد في مدينة جاهاباي اه .
لا يوجد نقوش معينة مقست في المسجد على مر تاريخ بنائه على الرغم أنه نقش اسم باني المسجد على البوابة الشرقية من المسجد باسم خان جهان جونان شاه ,. لذلك هناك غياب للأدلة الكتابية والأدبي على تاريخ المسجد على الرغم من أنه هناك إشارة واحدة على شبكة الإنترنت ذكرت مؤخرا في الأعوام 1375 وعام 1380 تشير لشيء من تاريخ المسجد، وقد تم تقديم دراسة بحثية من قبل وولش وهوارد في ورقة قدماها للحصول على درجة الماجستير بعنوان التاغولوغ بناة سلطنة دلهي , وقد حددت الدراسة سنة البناء بمقارنة مع العديد من المساجد الكبيرة الأخرى التي بنيت في نفس الفترة، وقال الدراسة أن تاريخ بناء المسجد بين عام 1351 وعام 1354 في عهد فيروز شاه .

## العمارة
المسجد يقع في مخطط طولي بطول 52 متر وعرض 52 متر، أقيم على قاعدة من 3 أمتار، هناك أربعة ساحات مفتوحة حجم المربع يبلغ 9.14 متر على كل جانب محاطة بأروقة بنيت على 180 هيكل عمودي و 60 عمود في اتجاه الشمال والجنوب والتي تنقسم إلى ممرات، الساحات المفتوحة هي مصدر الضوء والتهوية إلى مساحات الصلاة الداخلية، وتم تقسيم السطح إلى 25 مربع متساوي في الحجم مع 9 قباب صغيرة في كل مربع حيث يبلغ مجموع القباب الكلي 81 قبه، وقسم السقف إلى 12 سقف مسطح ليكون مجتمعا سقف المسجد .
زينت أركان المسجد الأربعة للمسجد بالأبراج مع ثلاث بوابات واحدة في منتصف كل وجه مع مستدق الأبراج المرافقة على كل بوابة، البوابة الجنوبية عند المدخل الرئيسي وتحوي على مجموعة من الأقوس، والأبراج تطوق المداخل الجنوبية والشمالية وهي عباراة عن أبراج دائرية الشكل، البوابة الرئيسية تؤدي إلى القبلة على الحائط الغربي والتي تحوي محراب مقبب، والنوافذ توجد في كل مكان يوجد فيه قوس.

## الترميم
على مر السنين حصلت انهارت لبعض القباب على الجانب الشمالي الشرقي من المسجد، وبعض الجدران في حالة متهالكة، والسقف هو على وشك الانهيار في كثير من الأماكن، والمسجد واحد من 43 معلم حددها منظمة المسح الأثري الهندية لترميمها قبل دورة ألعاب الكومنولث عام 2010 , وقد بدأت بعض الأعمال الصيانة داخل المسجد، وكان خبراء التراث في دلهي قلقين من قبل أعمال الترميم للمسجد وذلك لأن بعض مقتنياته من العصور القديمة .

## معلومات الزائر
يتم الوصول إلى المسجد من خلال الممرات الضيقة لقرية خيركي التي تقع في جنوب دلهي، على بعد 4 كم شرق قطب مينار وعلى بعد 13 كم إلى الجنوب من كونوت مكان .

## معرض الصور

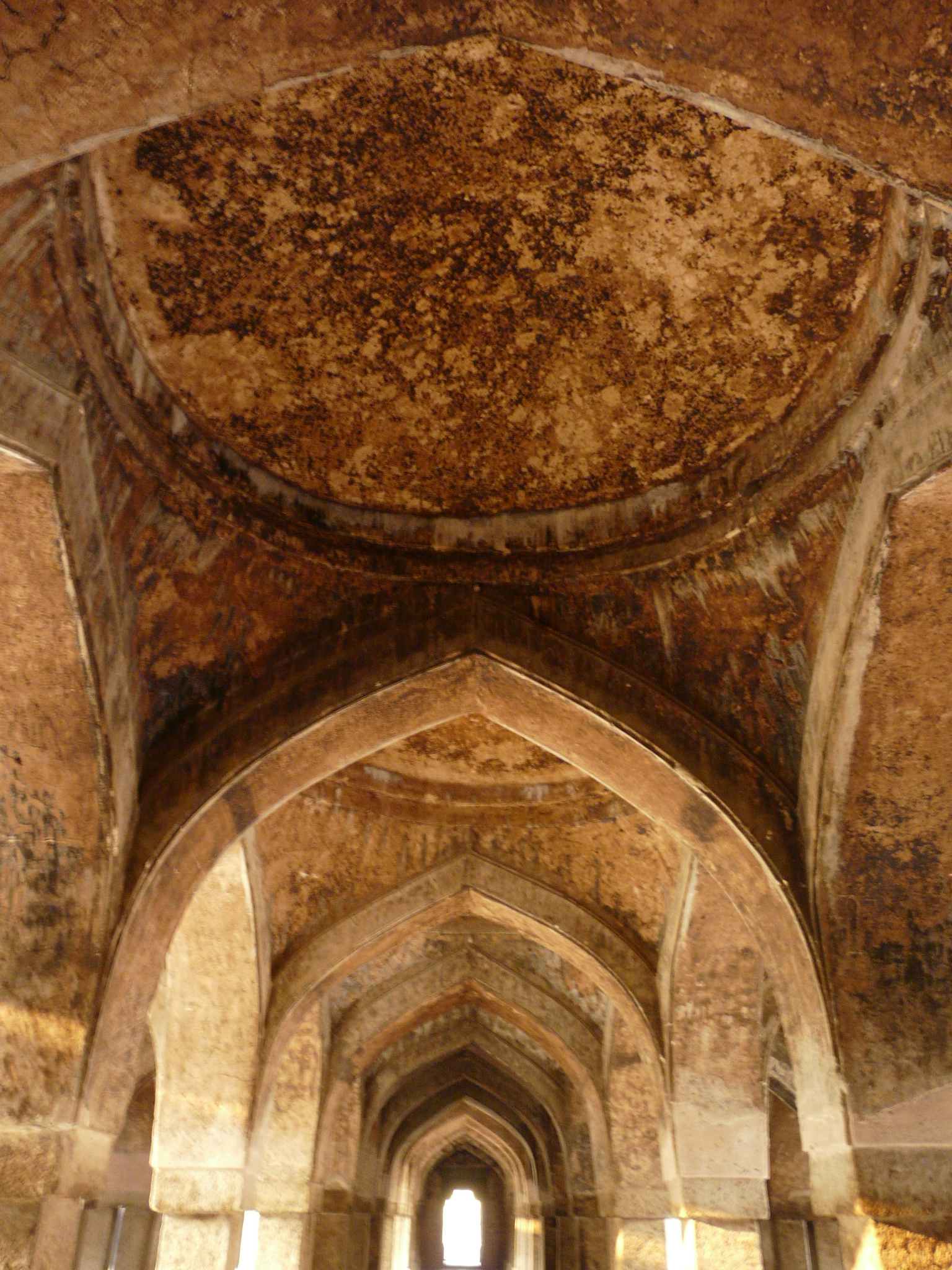
مسجد خيركي
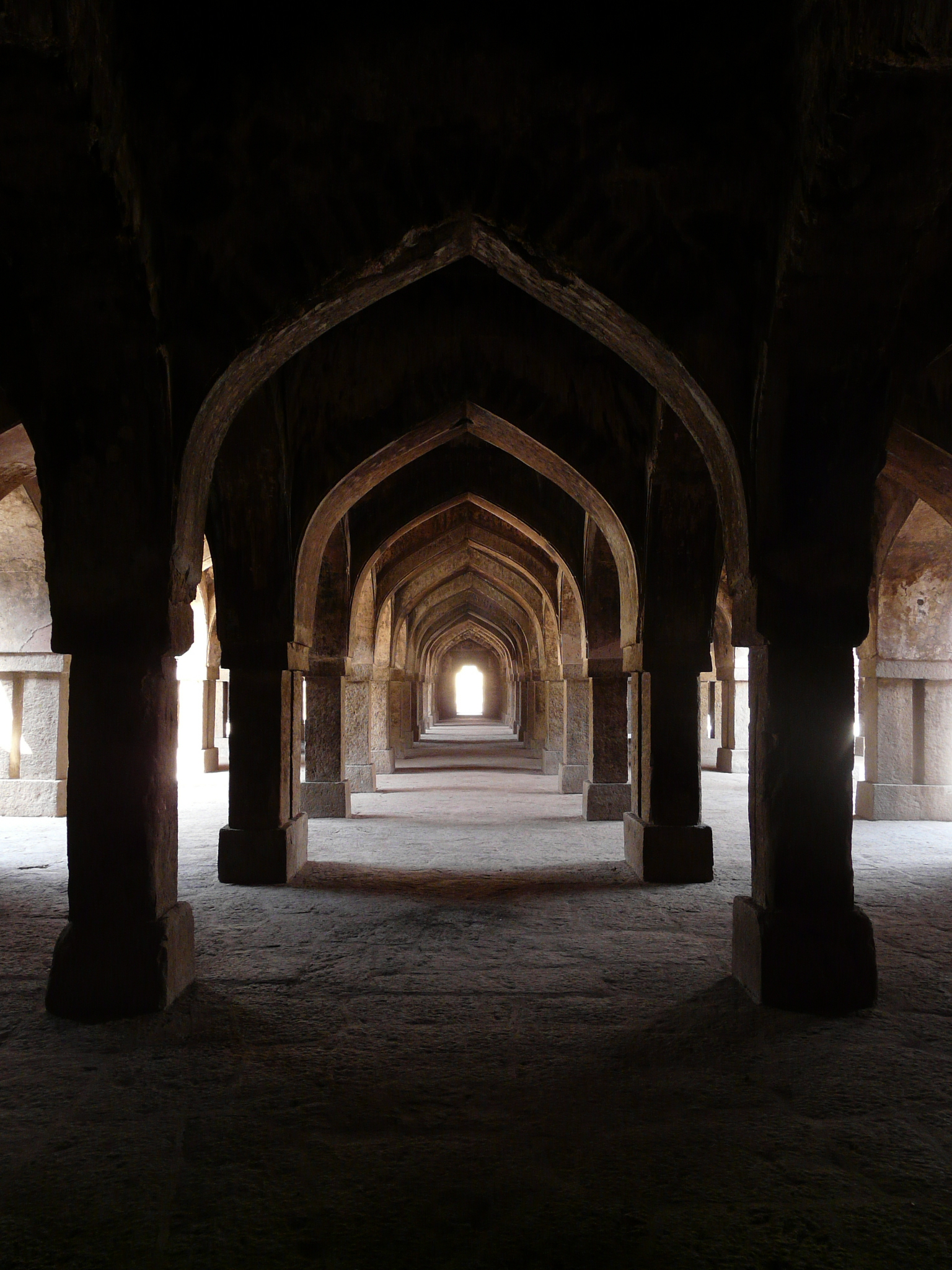
مسجد خيركي
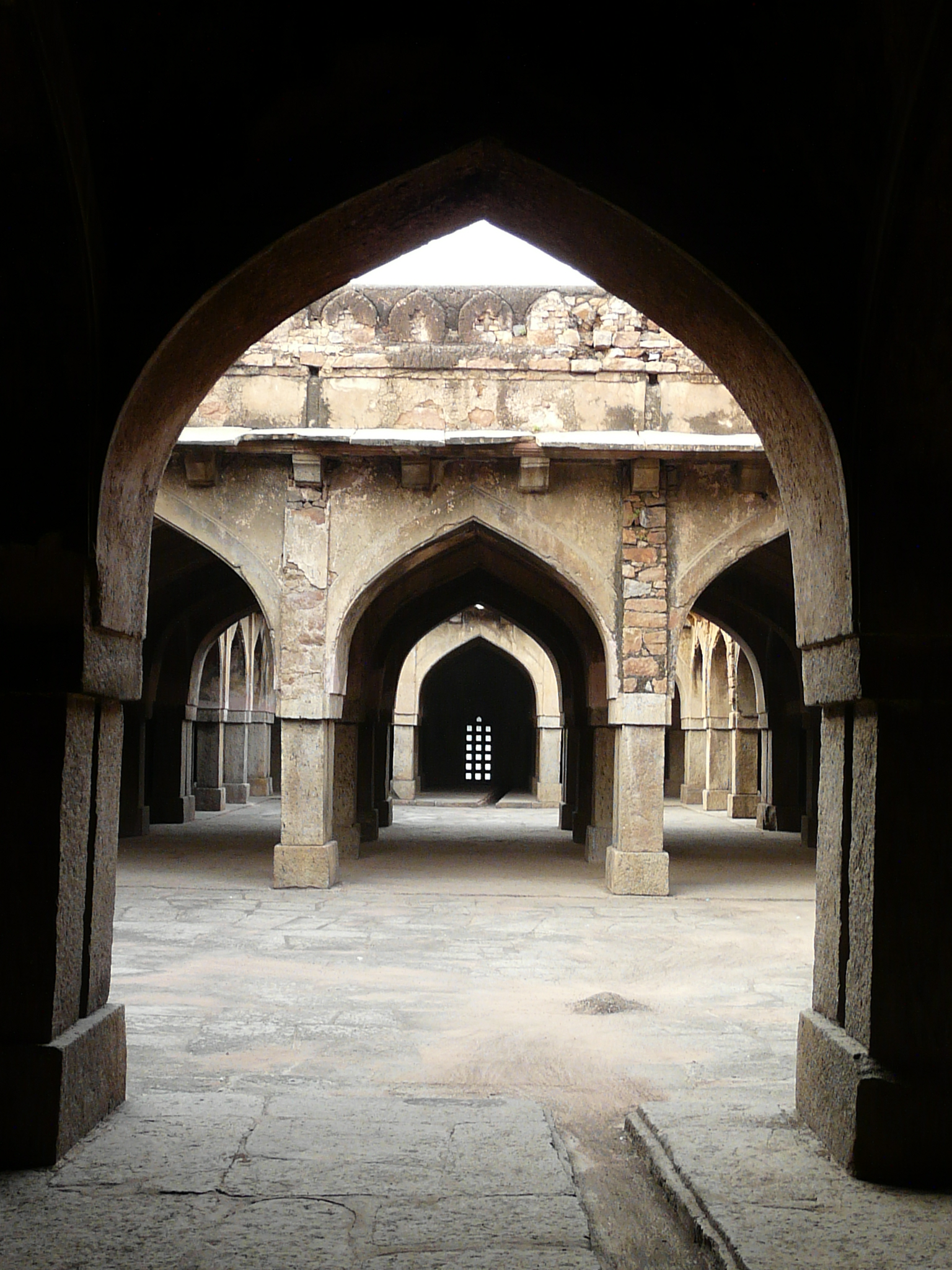
مسجد خيركي
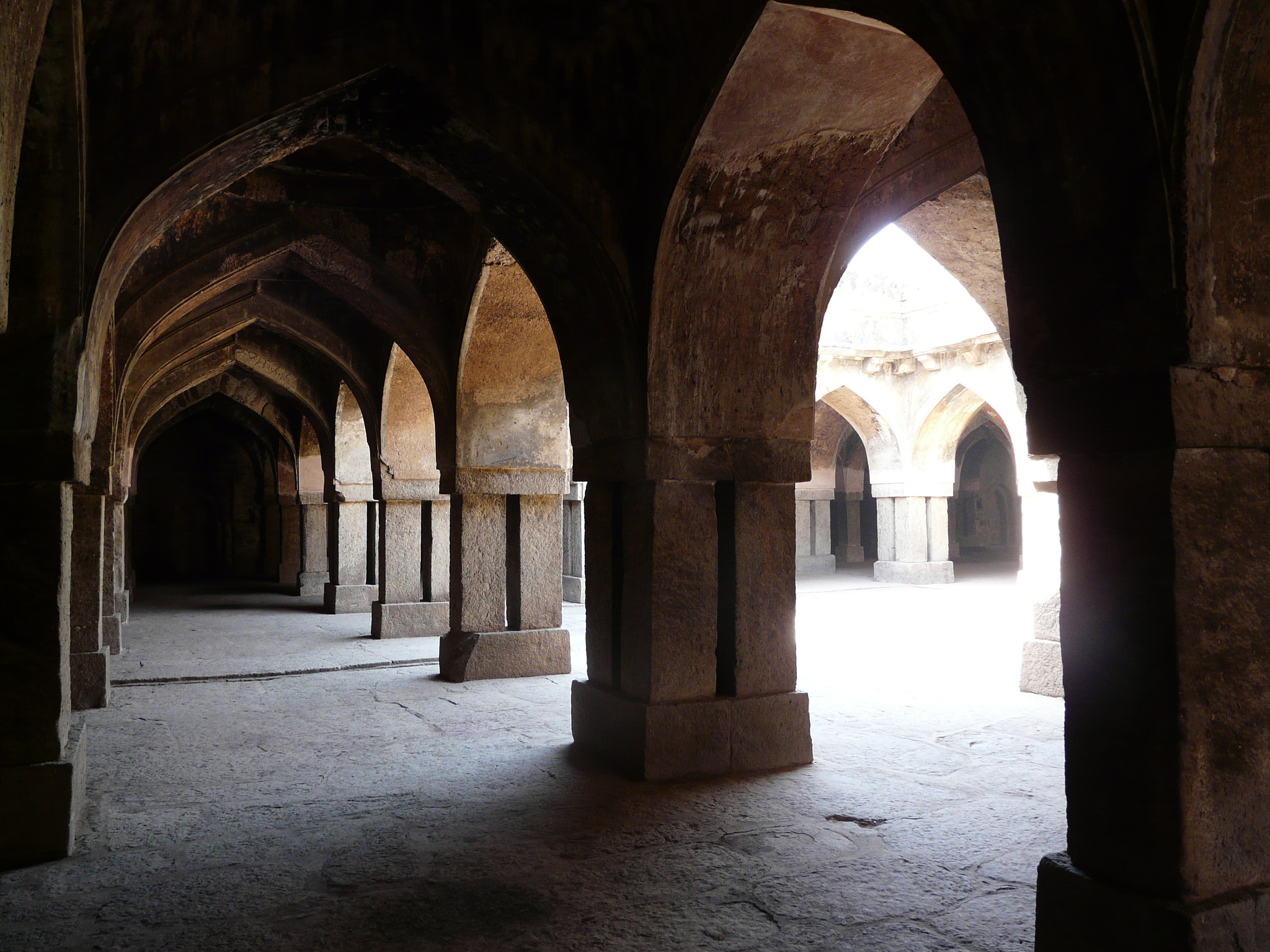
مسجد خيركي
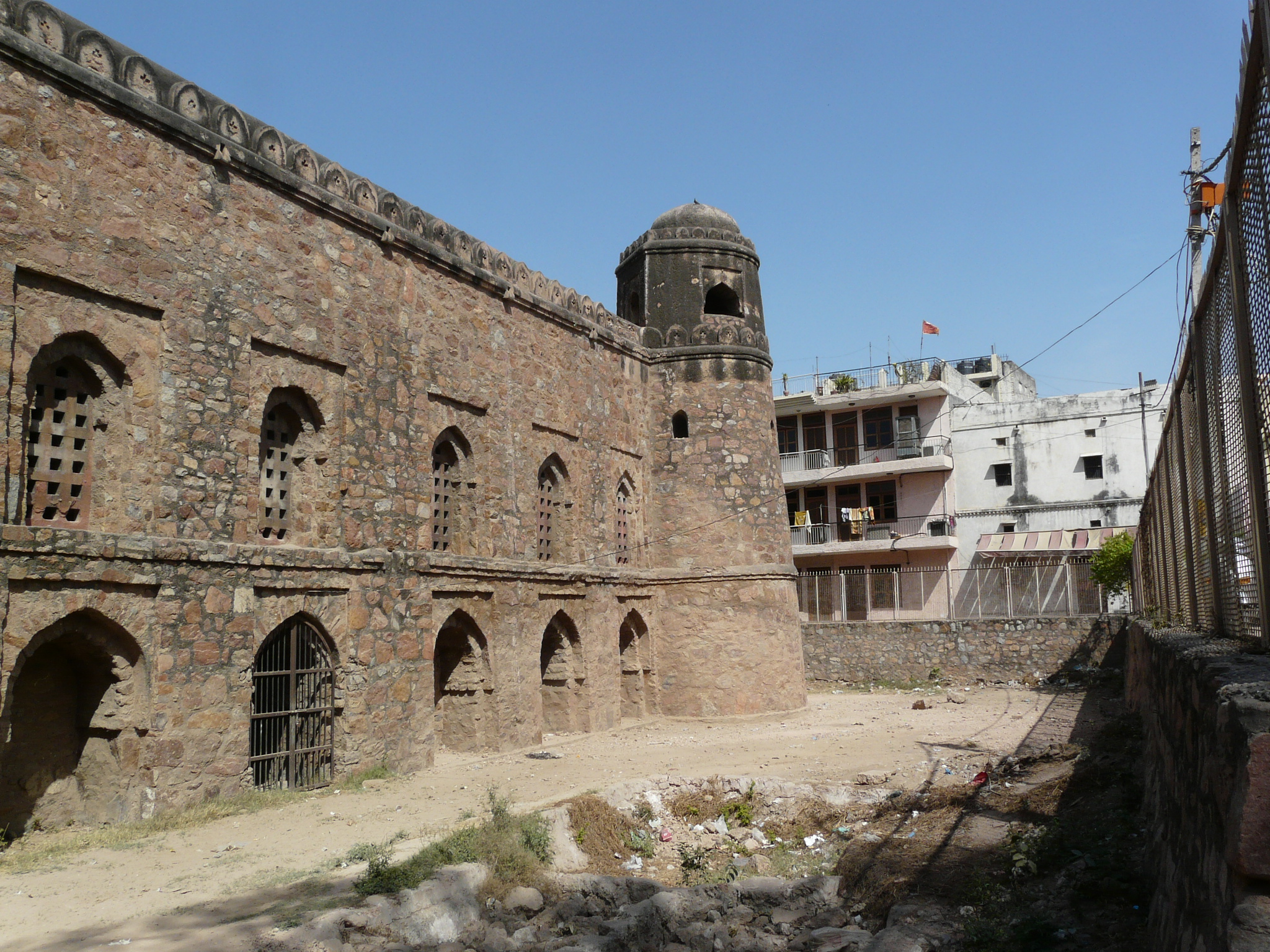
مسجد خيركي